# سوجی-گو
سوجی-گو (به لاتین: Suji-gu) یک منطقهٔ مسکونی در کره جنوبی است که در یونگین واقع شده‌است. سوجی-گو ۴۲٫۱ کیلومتر مربع مساحت و ۲۹۹٬۵۸۷ نفر جمعیت دارد.